# إيمي ماديجان
ايمي ماديجان (بالإنجليزية: Amy Madigan)‏ مواليد 11 سبتمبر 1950 في شيكاغو، هي ممثلة ومنتجة أمريكية بدأت مسيرتها الفنية عام 1977. كما أنها من الفائزات بجائزة غولدن غلوب.

## وصلات خارجية
- إيمي ماديجان على موقع IMDb (الإنجليزية)
- إيمي ماديجان على موقع ألو سيني (الفرنسية)
- إيمي ماديجان على موقع أول موفي (الإنجليزية)
- إيمي ماديجان على موقع قاعدة بيانات برودواي على الإنترنت (الإنجليزية)
- إيمي ماديجان على موقع قاعدة بيانات الأفلام السويدية (السويدية)
- إيمي ماديجان على موقع إن إن دي بي (الإنجليزية)
- إيمي ماديجان على موقع ديسكوغز (الإنجليزية)
- إيمي ماديجان على موقع قاعدة بيانات الفيلم (الإنجليزية)
- إيمي ماديجان على موقع كينوبويسك (الروسية)